# Kalendarium Broniewic
Broniewice (także Bronowice) – północno-zachodnia część wsi Szeligi w Polsce położona w województwie świętokrzyskim, w powiecie starachowickim, w gminie Pawłów, 15 km na zachód od Ostrowca Świętokrzyskiego, nad rzeką Pokrzywianką; ok. 13,5 km na północny wschód od klasztoru, graniczy na południowym wschodzie z  Boleszynem.

## Nazwa miejscowości w dokumentach źródłowych
W roku 1380 „Bronewicz”, 1393 „Bronowicze”, „Branowicze”, 1406–7, 1414–5 „Bronouicze”, 1444 „Bronincze”, 1508 „Bromowycze”, 1510 „Broniowyce”, 1529 „Bronyowycze”, 1530 „Bronijowijce”, 1531 „Bronyowicze”, 1536 „Broniowicze”, 1538 „Broniowice”, 1564–1565 „Bronyowice”, 1578 „Broniowicze”, 1629 „Broniouice”, 1662 „Broniowice”, 1787 „Bronowice”, 1827, 1854 „Broniewice”, 1880 „Broniewice” albo „Bronowice”,

## Topografia, granice
1508  powiat sandomierski 1827 powiat opatowski, 1510  parafia Pawłów.

## Kalendarium historyczne własność, obciążenia ekonomiczne
Wieś była własnością szlachecką. Od 1393 r. część należała do klasztoru  świętokrzyskiego. W 1536 r. niedoszła część tegoż klasztoru .
| W roku 1380 dziedzicem jest Otto z Broniewic, |
| W roku 1393 Krzesław z Broniewic, zamierzając wstąpić do klasztoru świętokrzyskiego, ofiarowuje mu za zgodą króla 3 źreby we wsi Broniewice tj. „Warschnalve” na polu koło Bodzentyna i w Rajcu koło Radomia; |
| 1406–1414 Andrzej z Broniewic herbu Tarnawa, |
| W 1407 r. znany jest wysłannik Anny córki Tomka z Prawęcina do biskupa krakowskiego; |
| 1415 Mikołaj z Broniewic herbu Tarnawa; |
| 1444 Prokop z Broniewic herbu Tarnawa |
| 1504, 1506 pobór z części NN łącznie z Bukówką,oraz 3 zagrodników (RP); |
| 1508 Jakub Gospodarz płaci pobór z części Broniewic; |
| 1510 z części Broniowskiego pobór z 1 kwarty, z części Jana Gromadzkiego brak danych; |
| 1530 z części Broniowskiego pobór z 1 kwarty, |
| 1531 z części Broniowskiego pobór z 1 kwarty, z części Gromadzkiego pobór z 2 kwart (ib. 459v); |
| 1536 w zamian za dobra koniemłockie klasztor świętokrzyski ma otrzymać m.in. część Broniewic (Koniemłoty); |
| 1538 z części Broniowskiego pobór z 1/2 łana, z części Gromadzkiego od 1 zagrodnika, |
| 1564–1565 Gromadzki daje pobór z 1 łanie i od 1 zagrodnika, |
| 1578 z części Marcina Broniowskiego pobór od 4 kmieci na 2 łanach, 2 zagrodników z rolą i z młyna o 1 kole;                                                                                                   |
| 1629 Krzysztof Broniowski daje pobór od 4 kmieci na 2 łanach, 2 zagrodników z rolą i z młyna o 1 kole, |
| 1662 pogłówne od Mstowskiego i 21 mieszkańców wsi; |
| 1673 pogłówne od 33 mieszkańców, |
| 1674 pogłówne od 27 mieszkańców, |
| 1787 liczy 53 mieszkańców, |
| 1789 własność wdowy po Kajetanie Dominiku Baierze, staroście kiszeńskim, przynosi w roku 1779–1715, 5 zł dochodu (Osad. rad. II 234);                                                                         |
| 1827 ma 7 domów i 60 mieszkańców. |

## Powinności dziesięcinne, kościół
W roku 1529 dziesięcina snopowa wartości 6 grzywien należy do plebana Pawłowa
1747 dziesięcina pieniężna tegoż plebana w Pawłowie;
1854 dziesięcina pieniężna  tegoż.